# Stade Pierre-Aliker
Stade Pierre-Aliker, tidigare Stade d'Honneur de Dillon, är en multifunktionsarena belägen i Martiniques huvudstad Fort-de-France. Arenan invigdes 10 juni 1993 i samband med en vänskapsmatch mellan Frankrike och Colombia. Arenan har en kapacitet för 18 000 åskådare och har bland annat varit värd för Karibiska mästerskapet 2010.